# Zoológico de Central Park
El zoológico de Central Park es un zoológico, ubicado en la esquina sureste de Central Park en Nueva York, Estados Unidos. Es parte de un sistema integrado de cuatro zoológicos y un acuario administrado por la Sociedad para la Conservación de la Vida Silvestre (WCS). Junto con las operaciones del Zoológico de Central Park, WCS ofrece programas educativos para niños, se dedica a la restauración de poblaciones de especies en peligro de extinción y llega a la comunidad local a través de programas de voluntariado.
Su precursor, una casa de fieras, se fundó en 1864 y se convirtió en el primer zoológico público que se abrió en Nueva York. La instalación actual abrió por primera vez como un zoológico de la ciudad el 2 de diciembre de 1934 y fue parte de un programa más amplio de revitalización de parques, parques infantiles y zoológicos de la ciudad iniciado en 1934 por el comisionado del Departamento de Parques y Recreación de la Ciudad de Nueva York (NYC Parks), Robert Moses. Fue construido, en gran parte, a través de la mano de obra y la financiación de la Administración de Obras Civiles y la Administración de Progreso de Obras (WPA). El Zoológico de Niños abrió al norte del zoológico principal en 1960, con fondos de una donación del senador Herbert Lehman y su esposa Edith.
Después de 49 años de funcionamiento como zoológico de la ciudad administrado por NYC Parks, el zoológico de Central Park cerró en 1983 para su reconstrucción. El cierre fue parte de un programa de renovación de cinco años y 35 millones de dólares, que reemplazó por completo las jaulas del zoológico con ambientes naturalistas. Se volvió a inaugurar el 8 de agosto de 1988 como parte de un sistema de cinco instalaciones administradas por WCS, todas acreditadas por la Asociación de Zoológicos y Acuarios (AZA).

## Áreas
El zoológico de Central Park es parte de la Sociedad de Conservación de la Vida Silvestre (WCS), una red integrada de cuatro zoológicos y un acuario repartidos por toda Nueva York. Ubicado en East 64th Street y Fifth Avenue, el zoológico está situado en una parcela de 3 ha en el Central Park. Los visitantes pueden ingresar por la entrada de la Quinta Avenida o desde el interior de Central Park.
El zoológico de Central Park es una importante atracción turística dentro de Central Park , con más de un millón de visitantes anuales. Según un estudio de 2011 realizado por Central Park Conservancy, cuatro millones de personas visitan anualmente el zoológico y sus alrededores.: 9 Sin embargo, WCS cita cifras mucho más bajas ya que solo cuenta a los usuarios con boletos. En 2007, registró que 1,01 millones de personas visitaron el zoológico de Central Park, y en 2006, 1,03 millones de personas. A 2016, el Zoológico de Central Park tenía 1487 animales que representan 163 especies.

### Zoológico principal
Las pérgolas enrejadas, revestidas de enredaderas y con techo de vidrio unen las tres principales áreas de exhibición (tropical, templada y polar) alojadas en discretos edificios de ladrillo adornados con granito, enmascarados por enredaderas.: 213 Las áreas de exhibición están centradas alrededor de un jardín central cuadrado que contiene una piscina cuadrada de lobos marinos en su centro. La piscina de los leones marinos está rodeada por una cerca de vidrio para que los visitantes puedan observar a los leones marinos y su alimentación diaria.

#### Exhibiciones y otros edificios
La estructura en la esquina suroeste del jardín central es la «zona tropical», que contiene una representación de dos pisos de una selva tropical. La selva tropical contiene zorros voladores de Rodrigues, murciélagos de cola corta de Seba, boas arborícolas esmeralda, pitones, tití cabeciblanco, titís de orejas blancas, tucanes, lémures rufos blancos y negros del zoológico del Bronx y una gran variedad de aves, entre ellas Ibis escarlata, estorninos esmeralda, estorninos soberbios, avocetas de varios colores, pájaros ratón moteados, ave del sol, troupiales, tejedores dorado de Taveta, motmots de corona azul, cuas crestados, tangaras gris azuladas, ganso pigmeo africano, periquitos de marcas ocres, amazonas de frente blanca, guacamayos de cabeza azul, periquitos de cabeza de ciruela, periquitos de Derbyan, tortolitos de Fischer, cotorras doradas, ave del paraíso roja, ave del paraíso soberbia, palomas de Nicobar, palomas de la nuca negra, palomas coronadas de Victoria, palomas de la fruta coronadas, kagus, guacamayas de alas azules y amarillas y verdes. El zoológico también tiene pirañas, tortugas de nariz de cerdo y tortugas de patas rojas. También hay una gran zona de vuelo libre para las aves.: 215 La casa de elefantes de la casa de fieras original se encontraba anteriormente en el sitio.: 215 

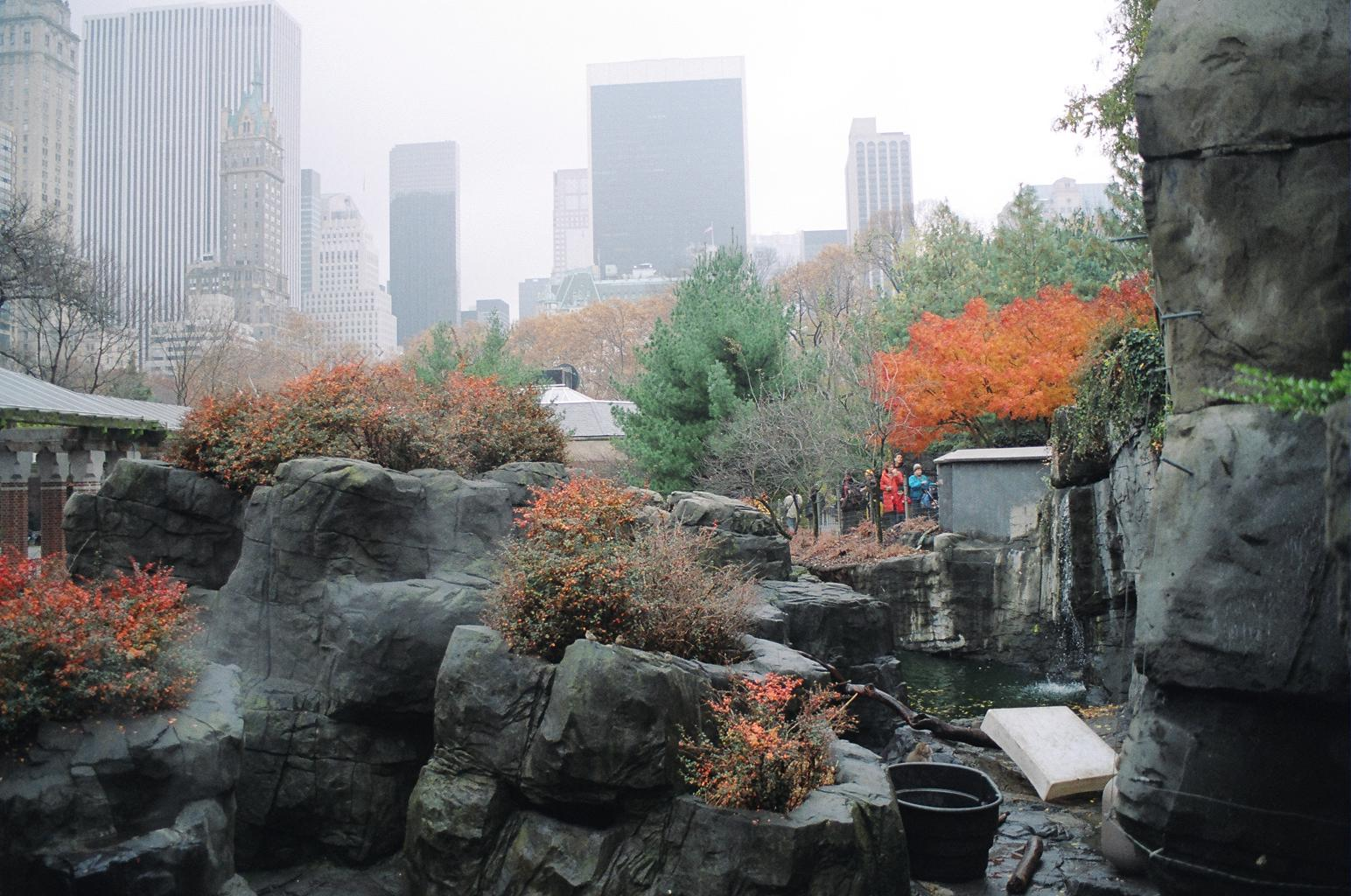
La zona templada, una de las tres principales áreas de exhibición en el zoológico de Central Park

Al oeste del jardín se encuentra el "Territorio Templado", una serie de caminos ajardinados que rodean un lago. Alberga animales como pandas rojos, grullas de nuca blanca, monos de las nieves y leopardos de las nieves.: 215 Una exhibición de leopardo de las nieves en el Territorio Templado se inauguró en junio de 2009. El Territorio Templado está ubicado en el sitio de la cafetería del zoológico de 1934.: 215 
El lado norte del jardín se encuentra junto a la sección "Pingüinos y aves marinas". Esta estructura de varios niveles contiene una casa de pingüinos refrigerada que contiene pingüinos macaroni, pingüinos rey, pingüinos barbijo, pingüinos papúa, frailecillos copetudos y una piscina al aire libre con focas de puerto, así como una exhibición al aire libre de osos pardos.: 214–215 Está ubicado en el sitio de una casa de leones que se construyó en 1934 junto con la casa de fieras original.: 214 
El lado este del jardín central está al lado del Arsenal de Central Park, técnicamente ubicado fuera del zoológico. La estructura se completó en 1851 y originalmente se pensó como almacén de armas y municiones para la milicia del estado de Nueva York. Alguna vez sirvió como un edificio de zoológico real, pero ahora contiene oficinas del Departamento de Parques de la Ciudad de Nueva York. Central Park Zoo también incluye un teatro 4D, ubicado al norte del Arsenal, mientras que una tienda de regalos y una taquilla están ubicadas al sur del este.
En el lado sur del jardín está el Jardín de Inteligencia, ubicado en el sitio de la casa original de animales con cuernos/mamíferos pequeños de la colección original. Su nombre está inspirado en una colección de animales raros creada por el rey Wen de Zhou en 1100 a. C.: 216 Una cafetería, el Café de la Grulla Danzante, está ubicada al sur del Jardín de la Inteligencia.: 216 

#### Programas de arte y conservación
Varias obras de arte se encuentran en el zoológico de Central Park. Hay varias estructuras conservadas del zoológico original construido en 1934, que aún presentan sus frisos originales de piedra caliza con temas de animales de Frederick Roth. Roth también creó un par de estatuas de bronce, Dancing Goat y Dancing Bear, que flanquean la entrada sur del zoológico y se conservaron del zoológico original. Además, el zoológico incluye Tigresa y Cachorros, una de las estatuas más antiguas del parque. La pareja fue creada por Auguste Cain en 1867 y se mudó de un afloramiento cerca del lago al zoológico de Central Park en 1934.
El zoológico coordina programas de reproducción para algunas especies en peligro de extinción como parte del Plan de Supervivencia de Especies, como los loros de pico grueso y los pandas rojos. En 2011, la WCS anunció que el zoológico de Central Park fue el primer zoológico de América del Norte en incubar patitos de pollos de serretas chinas en peligro crítico de extinción. Además, el primer ejemplo de susurro en primates no humanos se observó en el zoológico de Central Park en 2013, cuando se escuchó a los monos tamarin susurrar alrededor de un miembro del personal que no les gustaba.
El zoológico alberga lugares educativos y exhibiciones, y cuenta con un programa de voluntariado que involucra a miembros de la comunidad. Los guías voluntarios realizan recorridos para los visitantes, mientras que los docentes voluntarios aumentan el programa educativo. Los docentes se inscriben en un programa de capacitación de cuatro meses. El zoológico también ofrece varios programas para estudiantes.

### Zoológico Infantil
El zoológico Infantil está ubicado al norte del zoológico principal. Su nombre oficial es Zoológico Infantil Tisch en honor al empresario Laurence A. Tisch, que financió la renovación del zoológico en la década de 1990. El Zoológico Infantil contiene un zoológico de mascotas con mini cabras nubias (un cruce entre el enano nigeriano y las cabras nubias), ovejas, cerdos, alpacas, maras patagónicas y la única vaca en Manhattan, así como el Acorn Theatre, un teatro de artes escénicas. La entrada está incluida con la compra de boletos para el zoológico principal.

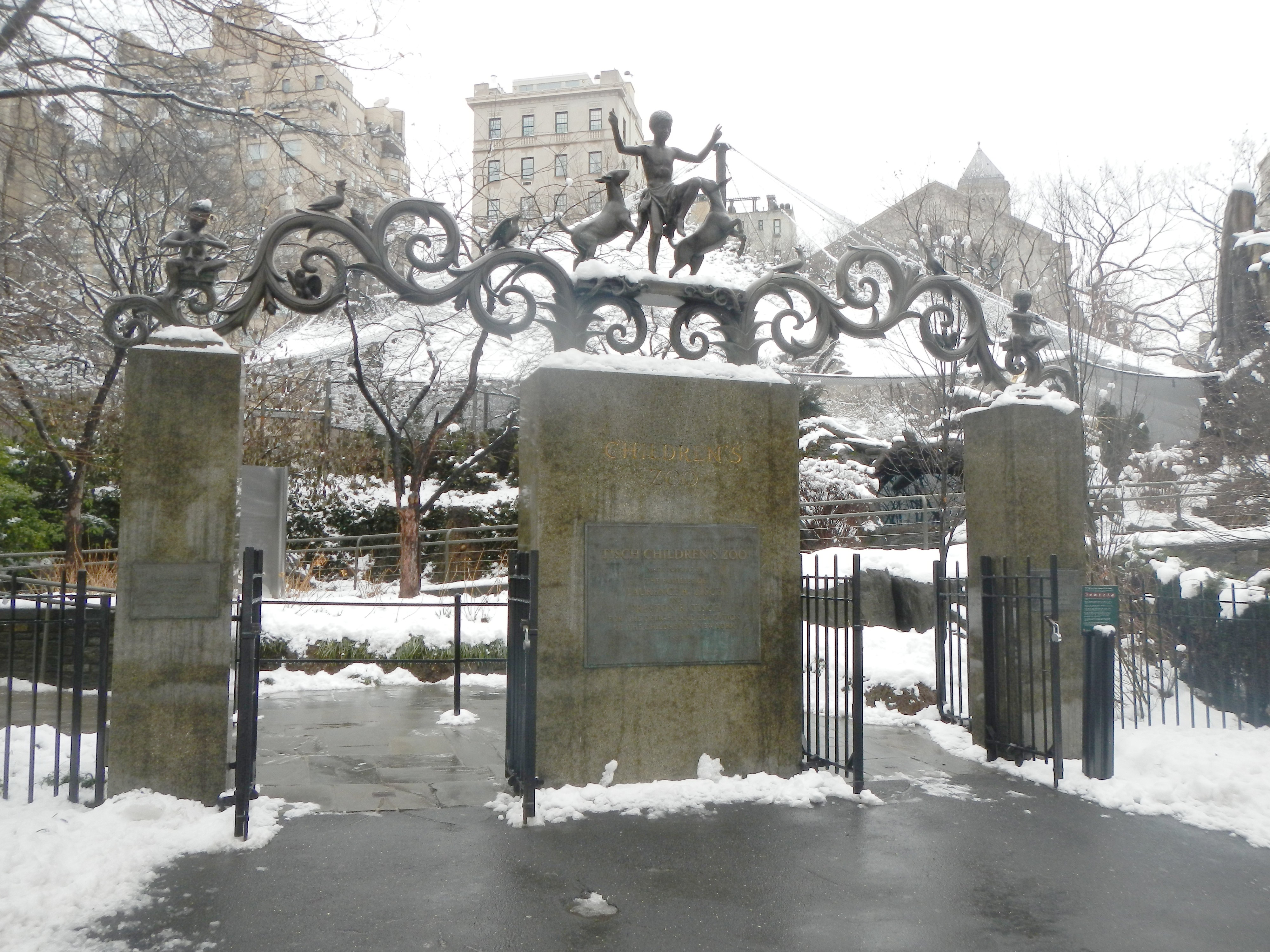
Puertas Lehman

Las Lehman Gates de Paul Manship son una característica notable conservada del Zoológico Infantil original. Fueron donados por Herbert y Edith Lehman en 1960 en honor a su 50 aniversario y como parte de su donación para la construcción del Zoológico Infantil. Las puertas fueron renovadas en la década de 1980.: 163 Además, el Reloj Delacorte, un regalo de George T. Delacorte dedicado en 1965, está montado en una torre de tres niveles sobre la arcada entre el Centro de Vida Silvestre y el Zoológico Infantil.

## Historia

### Colección original
El zoológico no formaba parte del Plan Greensward original para Central Park creado por Frederick Law Olmsted y Calvert Vaux.: 340 Sin embargo, una colección de animales cerca del Arsenal, en el borde de Central Park ubicado en la Quinta Avenida frente a la calle 64 Este, evolucionó espontáneamente a partir de obsequios de mascotas exóticas y otros animales entregados informalmente al parque.: 343  El primer animal, un cachorro de oso atado a un árbol, fue dejado en Central Park en 1859, seguido por un mono al año siguiente. Estos animales eran populares entre los visitantes del parque a pesar de que no había un zoológico formal en ese momento. Pronto, la gente comenzó a donar otros animales como grullas, un pavo real y peces de colores. Las donaciones no solicitadas provinieron de una variedad de personas, desde figuras prominentes hasta niños pequeños. Las donaciones también incluyeron animales muertos.: 50–54 (PDF pp. 54–58) La comisión de planificación de Central Park registró todas estas donaciones en sus informes anuales.

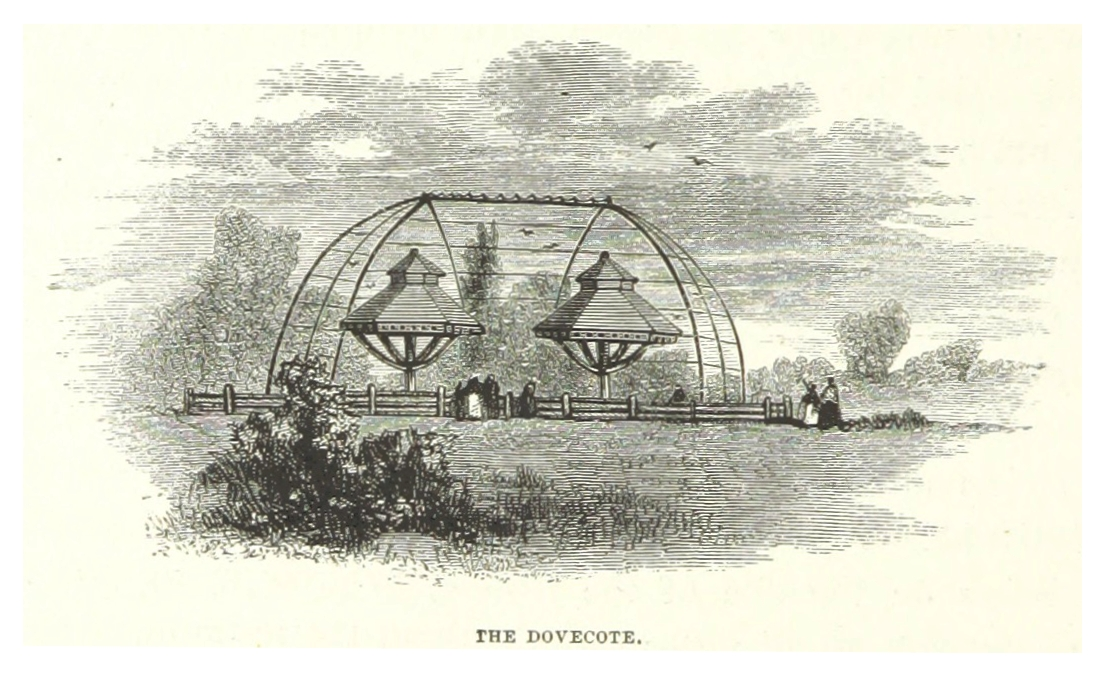
1869, El palomar

La Sociedad Americana de Zoología y Botánica, que buscaba crear un zoológico en algún lugar de Nueva York, se creó a principios de 1860. El grupo comenzó a discutir posibles sitios para un zoológico, entre ellos Central Park. Para 1862, se reservaron 24 ha para la construcción de un futuro "jardín zoológico y botánico", más tarde el Zoológico de Central Park.: 15 (PDF p. 17) Sin embargo, dado que el sitio del zoológico aún no se designó formalmente, los animales se mantuvieron en el Central Park Mall. Los animales populares incluían tres águilas calvas y un mono calvo. En 1864, un zoológico formal recibió la confirmación de estatuto de la asamblea de Nueva York, lo que lo convirtió en el segundo zoológico de propiedad pública de los Estados Unidos, después del zoológico de Filadelfia, que fue fundado en 1859.: 340–349  Para entonces, el parque tenía más de 400 animales. Solo en 1864-1865 se donarían más de 250 animales.: 343 
Originalmente, se suponía que el zoológico estaría ubicado en Manhattan Square, en el lado oeste de Central Park, donde ahora se encuentra el Museo Americano de Historia Natural, aunque esta ubicación nunca se usó como zoológico.: 200 Eventualmente, se considerarían hasta doce sitios para el zoológico durante las últimas tres décadas del siglo XIX, incluido North Meadow de Central Park.: 344 Algunos animales fueron trasladados al Arsenal en 1865 y los animales más grandes pastaban allí durante los veranos. Tres años después se estableció un "parque de ciervos" en el sitio actual del Museo Metropolitano de Arte. En 1870, cuando la organización política Tammany Hall tomó el control de la comisión de Central Park, ordenó que la colección de animales de Central Park comprara sus propios animales en lugar de aceptar donaciones, y trasladó los animales a cinco estructuras detrás del Arsenal.: 344 El mismo año, Benjamin Waterhouse Hawkins esculpió figuras de dinosaurios para una exhibición de propuesta en el zoológico, pero los funcionarios de Tammany Hall las destruyeron y se rumoreaba que las piezas estaban enterradas en los alrededores.
La colección de animales salvajes se hizo popular debido a su entrada gratuita y su proximidad a la clase trabajadora del Bajo Manhattan; en 1873, recibió 2,5 millones de visitantes anuales.: 344 El primer edificio de colección permanente se construyó detrás del Arsenal en 1875. La colección de fieras alcanzó su máxima popularidad a mediados de la década de 1880 después de que un chimpancé apodado "Mike Crowley" fuera importado de Liberia. Observadores como el expresidente Ulysses S. Grant se presentaron en la Casa de los Monos para ver al chimpancé, llenando el edificio más allá de su capacidad.: 345–346 Sin embargo, los grupos irlandeses-estadounidenses se sintieron ofendidos por el apodo del chimpancé y dijeron que los nombres dados a los animales en la colección de animales salvajes de Central Park eran estereotípicamente irlandeses y, por lo tanto, despectivos para ese grupo étnico.: 345–346  Frederick Law Olmsted también desaprobó la colección de animales salvajes, creyendo que Central Park era más adecuado para las vistas panorámicas que para el entretenimiento, aunque admitió que el zoológico era la parte más popular del parque.: 347 
En la década de 1890, los residentes adinerados de los vecindarios cercanos pedían a gritos que el zoológico fuera reubicado en otro lugar, como North Meadow. Sin embargo, estos esfuerzos encontraron resistencia, ya que la colección de animales de Central Park era popular entre el público en general y entre los políticos que los representaban.: 348 Posteriormente, esto condujo a la creación del Zoológico del Bronx, un zoológico privado mucho más grande en El Bronx en 1897. Aunque los residentes adinerados esperaban que la gente viajara al Zoológico del Bronx por sus excelentes instalaciones, el Zoológico de Central Park continuó siendo popular incluso después de que el Zoológico del Bronx abrió sus puertas en 1899.: 349, 388 La colección de animales de Central Park atrajo a más de 3 millones de personas anualmente en 1902, más que el Museo de Historia Natural y el Museo Metropolitano juntos, pese a que solo recibió una quinta parte de la financiación que cualquiera de esos museos.: 389 
A principios del siglo XX, la calidad de la colección de animales decayó debido a la negligencia del gobierno de la ciudad, que administraba el zoológico. Este aceptaba criaturas de todo tipo, incluso aquellas con problemas de salud, pero no ofrecía atención veterinaria suficiente.: 211 
En 1919, algunas de las estructuras de la colección de animales salvajes de Central Park se modificaron para acomodar la incorporación de nuevos animales. Posteriormente, en 1932, se construyó una nueva estructura de hormigón para los lobos del zoológico porque el recinto de acero anterior se consideró insuficiente para contenerlos. Para entonces, el zoológico estaba extremadamente deteriorado y sus 22 jaulas se consideraban "endebles y llenas de ratas".: 105  Los cobertizos de madera representaban un peligro de incendio y los recintos eran tan ineficaces que los cuidadores del zoológico vigilaban la casa de los leones para evitar que estos escaparan.

### Nuevo zoológico

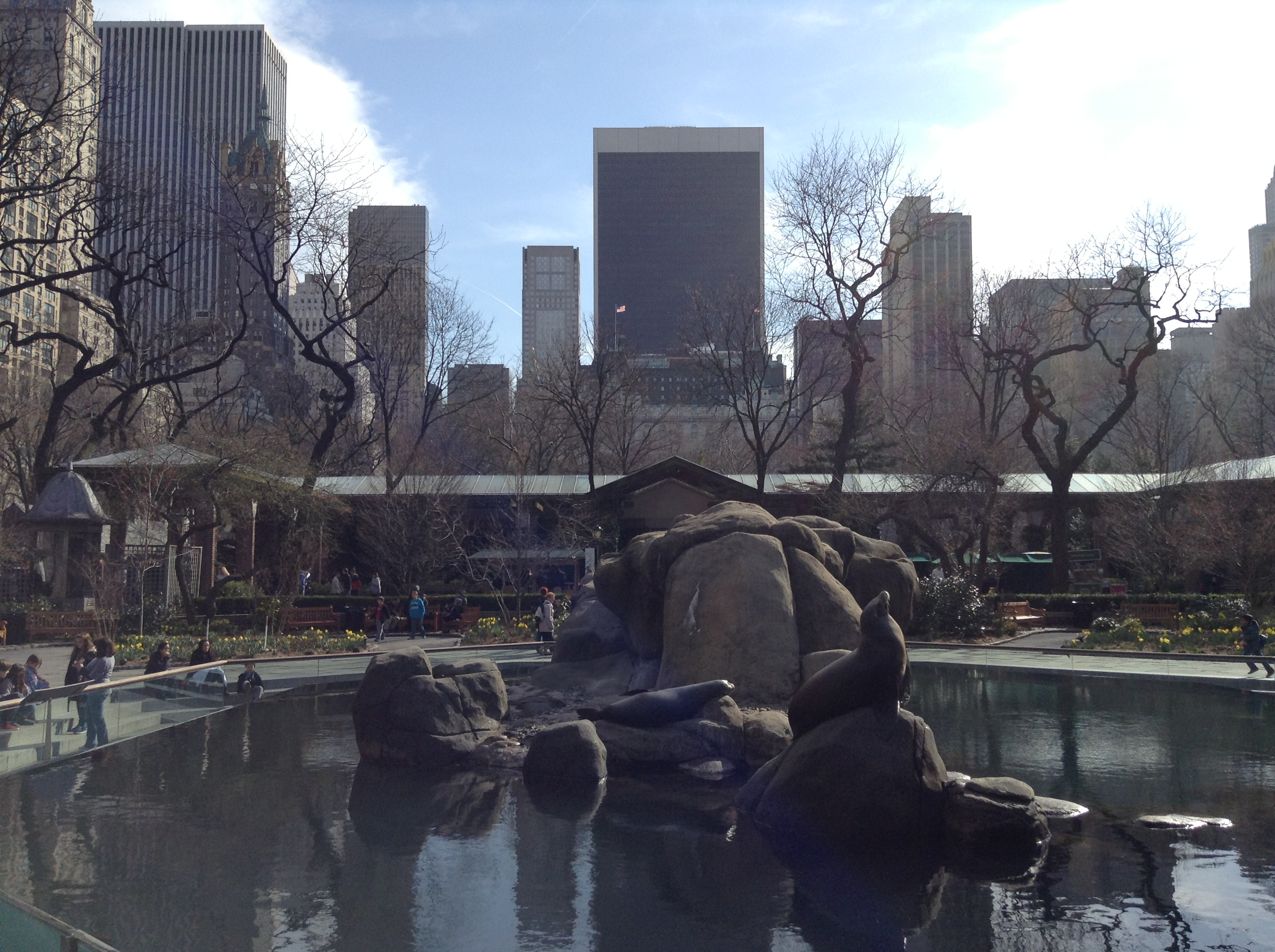
Estanque de leones marinos, visto mirando al sur hacia Midtown Manhattan

Después de asumir el cargo en enero de 1934, el alcalde de Nueva York, Fiorello La Guardia, contrató a Robert Moses para dirigir un Departamento de Parques recién unificado. Moses pronto preparó extensos planes para reconstruir los parques de la ciudad, renovar las instalaciones existentes y crear nuevas piscinas, zoológicos, parques infantiles y parques. Moses adquirió fondos sustanciales de la Civil Works Administration y, más tarde, de la Works Progress Administration y pronto se embarcó en un programa de construcción de ocho años en toda la ciudad, aliviando parte del alto desempleo en Nueva York en este año de la Gran Depresión.
Los planes para el nuevo zoológico de Central Park fueron preparados por Aymar Embury II en un lapso de 16 días en febrero de 1934 y se anunciaron el mes siguiente. Esos requerían nueve estructuras de terracota y ladrillo para reemplazar las de la colección de animales salvajes. Estas estructuras incluían siete nuevos recintos para animales, así como una estación de confort y un garaje. Una piscina de leones marinos, diseñada por Charles Schmieder, iba a estar ubicada en el centro del nuevo zoológico, rodeada por los recintos del zoológico en tres lados.: 211–212 Las nuevas estructuras se diseñaron de tal manera que pudieran mantenerse fácilmente. Los edificios, con un cost 11 00, dólea se e diseñaron junto con nuevos recintos en el Zoológico de Prospect Park.
La reconstrucción del zoológico fue inicialmente criticada por personas que pensaban que el dinero se utilizaría mejor en la construcción de nuevas escuelas. Durante la reconstrucción, las estructuras anteriores fueron completamente demolidas. Mientras la construcción estaba en curso, los animales fueron trasladados temporalmente a otros zoológicos. El nuevo zoológico abrió el 2 de diciembre de 1934, en una ceremonia en la que el exgobernador Al Smith recibió el título honorífico de "superintendente nocturno". Para abril de 1936, el zoológico renovado había recibido seis millones de visitantes desde su reapertura. Para evitar la recurrencia de infestaciones de ratas, Moses también instituyó un programa de eliminación de ratas en el zoológico y sus alrededores.: 109 
En junio de 1960, el senador estadounidense Herbert Lehman y su esposa Edith donaron 500 000 para la construcción de un nuevo zoológico para niños justo al norte del zoológico existente. Las obras comenzaron ese noviembre, y el zoológico infantil se inauguró oficialmente el 27 de junio de 1961. Este tenía atracciones como un área para acariciar patos, conejos y gallinas; una gran estatua de ballena de fibra de vidrio apodada "Whaley" (que actuaba como entrada al pequeño zoológico); una atracción basada en el Arca de Noé; y otra que representaba un castillo medieval. Los animales estaban alojados en pequeñas estructuras al estilo de un libro de cuentos que bordeaban un estanque irregular.: 186–187 

### Decadencia
Para 1967, las barandillas de madera alrededor de los recintos del zoológico principal se estaban pudriendo, y el comisionado de Parques de la Ciudad de Nueva York, August Heckscher II, había autorizado la reparación de estas barandillas. El mismo año, la cafetería del zoológico fue renovada luego de que un nuevo concesionario tomara el control de la cafetería.
A fines de la década de 1960 y principios de la de 1970, las líneas de la calle 63 del metro de Nueva York, las actuales trenes F, <F> y Q, se estaban construyendo directamente debajo del zoológico. Se erigió un muro de grafiti a lo largo de la línea a través de Central Park. El túnel proporcionó un lugar de reunión subterráneo para los primeros artistas del metro que pasaban el rato juntos en Central Park, y ALI, fundador del equipo de graffiti SOUL ARTISTS, lo llamó Zoo York. La construcción de la línea del metro en sí fue controvertida porque requería 457 m de túneles, que requerían cavar una zanja abierta a través de Central Park y luego cubrirla. Una de las preocupaciones era que el zoológico de Central Park y un santuario de aves fuera del zoológico estaban ubicados muy cerca del límite de la trinchera. Eventualmente, la Autoridad de Tránsito de la Ciudad de Nueva York, que operaba el Metro de la Ciudad de Nueva York, acordó reducir la interrupción reduciendo a la mitad la longitud del corte.
En 1972 se agregó un quiosco de naturaleza en el zoológico de Central Park, y se propuso una renovación de 500 000 dólares para la Lion House al año siguiente. Para entonces, el zoológico de Central Park estaba bastante deteriorado: en noviembre de 1974 hubo manifestaciones frente al zoológico para protestar por el estado en que este se encontraba. El comisionado de Parques de Nueva York, Gordon Davis, describió el zoológico como una "Isla Rikers para animales". Aun así, el zoológico fue una de las atracciones más populares de Central Park durante la década de 1980, según encuestas realizadas durante esa época.: 123 
Casi al mismo tiempo, había un plan para transferir el control de los zoológicos de Central Park, Prospect Park y Queens del gobierno de la ciudad a la Sociedad Zoológica de Nueva York, una organización de conservación casi pública. En ese momento, ninguno de los zoológicos tenía personal curatorial dedicado y todos tenían solo el mínimo de personal de mantenimiento. La sociedad propuso enviar a los animales más grandes a diferentes zoológicos con mejores condiciones, y los grupos de derechos de los animales demandaron a la ciudad en un esfuerzo por cerrar los dos zoológicos y trasladar a los animales al zoológico más grande del Bronx. Un informe de 1976 de la Federación Mundial para la Protección de los Animales encontró que los tres zoológicos estaban operando en "condiciones vergonzosas" y que los animales en los zoológicos de Central Park y Prospect Park vivían en instalaciones mal mantenidas.

### Renovaciones

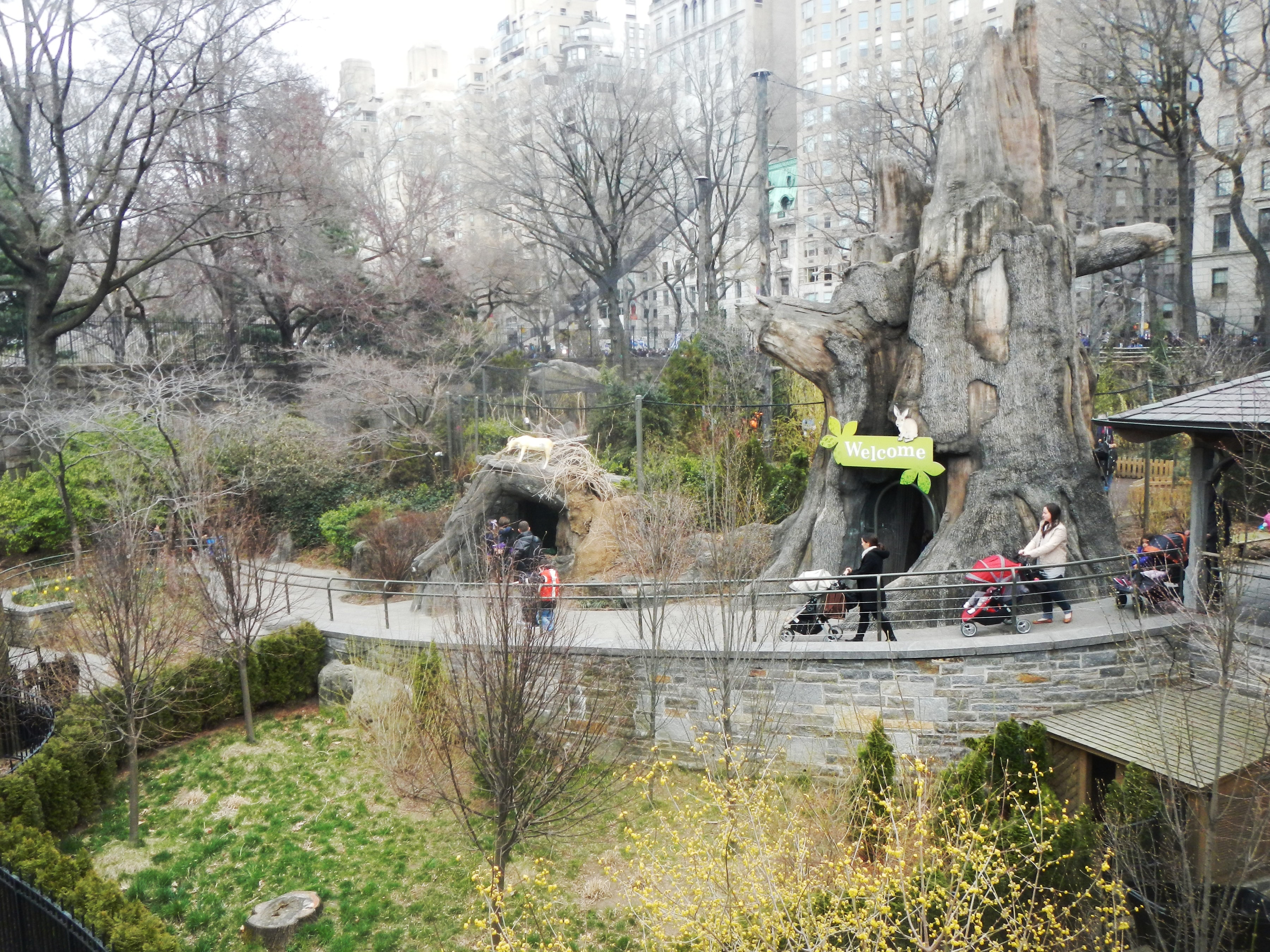
Zoológico de niños

Después de quince años de conversaciones esporádicas, la administración del alcalde Ed Koch y la Sociedad Zoológica de Nueva York (renombrada Sociedad para la Conservación de la Vida Silvestre, o WCS, en 1993) firmaron un acuerdo de cincuenta años en abril de 1980, en el que Central Park, Prospect Park y Queens Zoos serían administrados por la Sociedad. Propusieron planes de renovación para los tres zoológicos en 1981. El plan de renovación del zoológico de Central Park requería la demolición de cinco de las seis estructuras alrededor de la piscina de leones marinos (excepto el Arsenal), así como nuevas aulas y auditorios para estudiantes, y una cafetería para reemplazar las concesiones del zoológico. The New York Times informó que "el enjaulamiento de estos animales en espacios inadecuados ha enfurecido a los amantes de los animales durante mucho tiempo". A partir de noviembre de 1982, los animales del zoológico de Central Park se trasladaron temporalmente a otros zoológicos mientras la construcción estaba en curso. La mayoría de los animales grandes fueron reubicados permanentemente en espacios más grandes y naturales en el Zoológico del Bronx. El zoológico tenía tres "animales problemáticos" que pocos otros zoológicos querían acoger, pero incluso ellos encontraron hogares.: 212–213 
El zoológico principal se cerró a fines de 1983, aunque el zoológico para niños permaneció abierto. La demolición continuó hasta 1984, aunque la construcción del nuevo zoológico no comenzó hasta el año siguiente. El rediseño posterior fue ejecutado por Kevin Roche de Kevin Roche John Dinkeloo Associates. Las jaulas de animales salvajes de la instalación fueron reemplazadas por tres hábitats naturalistas que se mezclaban con el paisaje de Central Park. Cuatro de los edificios originales se conservaron en el zoológico rediseñado, aunque se demolieron las estrechas jaulas al aire libre. Se mantuvo la característica central del zoológico original, la piscina de leones marinos.
La renovación se presupuestó originalmente en 8,3 millones de dólares. Luego se planeó que el zoológico renovado reabriera en 1985 a un costo de 14 millones, pero el proyecto se retrasó tres años. El zoológico reabrió al público el 8 de agosto de 1988. La renovación terminó costando 35 millones de dólares. De esto, la ciudad aportó 22 millones mientras que la Sociedad aportó el resto. Para pagar la construcción del zoológico, la Sociedad comenzó a cobrar la entrada a los visitantes del zoológico por primera vez en la historia del zoológico.: 509 Con la reapertura del Zoológico de Central Park, la Sociedad pretendía designar cada uno de sus tres pequeños zoológicos con un propósito específico. El Zoológico de Central Park estaría enfocado hacia la conservación; el zoológico de Prospect Park sería principalmente un zoológico para niños; y el zoológico de Queens se convertiría en un zoológico con animales norteamericanos.
A principios de la década de 1990, algunas de las estructuras del Zoológico Infantil se habían derrumbado y había informes de que los animales estaban siendo descuidados. Tras la advertencia de los reguladores federales, la ciudad cerró el zoológico en 1991. Aunque WCS tenía un plan para renovarlo, este languideció durante años porque la restauración necesitaba la aprobación de la Comisión de Preservación de Monumentos Históricos de la Ciudad de Nueva York (LPC), que había designado varios edificios del zoológico como monumentos. Además, hubo disputas sobre cuál debería ser el tema del zoológico infantil renovado. El plan de 6 millones de dólares para renovar la sección infantil fue aprobado por el LPC en 1996, aunque los conservacionistas se opusieron a él que querían evitar la demolición de las estructuras del zoológico. Inicialmente, se suponía que la renovación sería financiada con 3 millones de Henry y Edith Everett, pero los Everett retiraron su donación debido a disputas sobre cómo se debería gastar el dinero. Con la ayuda de una subvención de 4,5 millones de dólares del empresario Laurence A. Tisch, se renovó la sección infantil y se rebautizó como Zoológico Infantil Tisch tras su reapertura en septiembre de 1997.
En junio de 2009, la exhibición Allison Maher Stern Snow Leopard se inauguró con tres leopardos de las nieves, trasladados desde el zoológico del Bronx. La exhibición, con un costo de10,6 millones de dólares, fue la primera nueva atracción en el zoológico desde su renovación en 1988.

## Broma

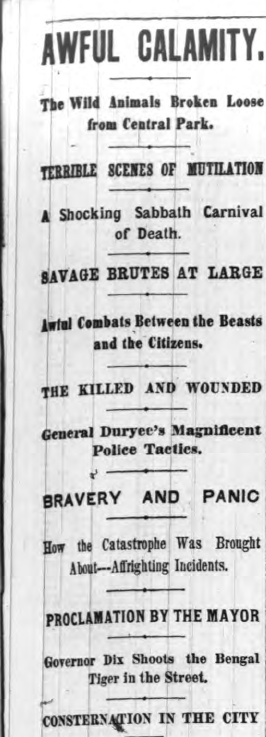
Titular de la historia del New York Herald

Un engaño famoso con respecto al zoológico se conoce como la Fuga del zoológico de Central Park y el Susto de la casa de fieras de Central Park de 1874. Fue un engaño perpetrado por James Gordon Bennett Jr. en su periódico, el New York Herald. J. I. C. Clarke fue el escritor principal del engaño, bajo la dirección e inspiración del editor gerente del Herald T. B. Connery, quien a menudo caminaba por el zoológico y había sido testigo de la casi huida de un leopardo. El artículo de portada del  Herald del 9 de noviembre de 1874 afirmaba que había habido una fuga masiva de animales del Zoológico de Central Park y que varias personas habían muerto a manos de las bestias en libertad. Se dijo que un rinoceronte fue el primer fugitivo, corneando a su cuidador hasta la muerte y poniendo en marcha el escape de otros animales, incluido un oso polar, una pantera, un león númida, varias hienas y un tigre de Bengala.
Al final del extenso artículo, que se dividió en varias páginas del periódico, el siguiente aviso era el único indicio de que la historia que horrorizaba a los lectores de la ciudad era un engaño: "... por supuesto, toda la historia dada arriba es una pura invención. Ni una sola palabra es verdad." Sin embargo, eso no fue suficiente para calmar a los críticos, quienes acusaron a Bennett de incitar el pánico cuando el alcance del engaño se hizo conocido. Más tarde, los autores afirmaron que su intención era simplemente llamar la atención sobre las precauciones de seguridad inadecuadas en el zoológico y afirmaron estar sorprendidos por la magnitud de la reacción a su historia.

## Animales notables
- A principios del siglo XX, Bill Snyder fue contratado en el zoológico; compró Hattie, un elefante asiático, en 1920.[104] Hattie murió dos años después.[105]
- Pattycake, una gorila occidental hembra, nació en el zoológico en 1972 y, por lo tanto, fue la primera gorila nacida con éxito en cautiverio en Nueva York.[106] Sus manejadores asumieron que era un hombre y originalmente la llamaron "Sonny Jim".[107] Se mudó al zoológico del Bronx en 1982,[108] donde permaneció hasta su muerte en 2013.[109]
- Gus, un oso polar macho, vivió en el zoológico desde 1988 hasta 2013, cuando tuvo que ser sacrificado tras ser diagnosticado con un tumor inoperable.[110]